# Wushu (película)
Wushu es una película de acción, drama y familiar de 2008, dirigida por Antony Szeto, escrita por Dennis Chan y Ho-Leung Lau, musicalizada por Jerald Chan y Allan Lau, en la fotografía estuvo Ricky Lau y Gigo Lee, los protagonistas son Sammo Hung Kam-Bo, Fengchao Liu y Wenjie Wang, entre otros. El filme fue realizado por Dadi Century y Hippopotamus Films, se estrenó el 23 de octubre de 2008.

## Sinopsis
Diez años atrás, cinco alumnos se incorporaron a una escuela de artes marciales y se formaron bajo las normas del wushu. Ahora, se verán sus habilidades luego de que ellos y un exdiscípulo se topen con una organización que rapta niños.